# Белорусская энциклопедия имени Петруся Бровки
Белорусская энциклопедия имени Петруся Бровки (бел. Беларуская энцыклапедыя імя Петруся Броўкі), ранее — Главная редакция Белорусской советской энциклопедии (бел. Галоўная рэдакцыя Беларускай савецкай энцыклапедыі), — научное издательство, республиканское унитарное предприятие, подведомственное Министерству информации Республики Беларусь.

## История
В январе 1967 года была учреждена Главная редакция Белорусской советской энциклопедии, действовавшая при Академии наук Белорусской ССР на правах научно-исследовательского института. С 1975 года издательство вошло в систему Госкомиздата Белорусской ССР.
За участие в издании Белорусской советской энциклопедии в 1976 году ведущим членам авторского коллектива издания была вручена Государственная премия Белорусской ССР.
В 1980 году издательству «Белорусская советская энциклопедия» было присвоено имя Петруся Бровки — инициатора создания и первого главного редактора издательства.
В 2010 году творческому коллективу издательства за создание книг «Земля силы. Беловежская пуща» и «Радзивиллы. Альбом портретов XVIII—XIX веков» был вручён диплом лауреата премии президента Беларуси «За духовное возрождение».
С 1 ноября 2021 года решением учредителя республиканское унитарное предприятие «Издательство «Белорусская энциклопедия имени Петруся Бровки» присоединено к республиканскому унитарному предприятию «Издательство «Беларусь», которое является его полным правопреемником.

## Деятельность
Сочетает издательскую деятельность с научно-исследовательской. Специализируется на подготовке и издании универсальных, региональных и отраслевых энциклопедий, энциклопедических справочников и словарей, толковых, переводных и др. словарей белорусского языка.

## Руководство

### Главные редакторы
- Пётр Устинович Бровка (1967—1980)
- Иван Петрович Шамякин (1980—1992)
- Михаил Александрович Ткачёв (апрель—октябрь 1992)
- Борис Иванович Саченко (1993—1995)
- Геннадий Петрович Пашков (1996—2008)
- Владимир Петрович Саламаха (2008—2010)
- Лариса Владимировна Языкович (с 2010)

### Директоры
- Татьяна Владимировна Белова (2008—2013)
- Владимир Юрьевич Александров (2013—2014)
- Владимир Владимирович Андриевич (2014—2019)
- Ольга Владимировна Ванина (2019—2021)

## Основные издания
- Белорусская Советская Энциклопедия в 12 томах (1969—1975)
- «Тлумачальны слоўнік беларускай мовы» : в 5 томах (1977—1984)
- «Беларуская ССР : Кароткая энцыклапедыя : у 5 тамах» (1978—1981 — на бел. языке, 1979—1982 — на рус. языке)
- «Красная книга Белорусской ССР» (1-е изд. 1981)
- «Энциклопедия природы Белоруссии» : в 5 томах (1983—1986)
- «Свод памятников истории и культуры Белоруссии» : в 7 томах (1984—1988)
- «Энцыклапедыя літаратуры і мастацтва Беларусі» : в 5 томах (1984—1987)
- «Историко-документальные хроники „Памяць“» : в 151 томе (1985—2015)
- «Янка Купала : Энцыклапедычны даведнік» (1986)
- «Францыск Скарына і яго час : Энцыклапедычны даведеднік» (1988)
- «Этнаграфія Беларусі» (1989)
- «Статут Вялікага княства Літоўскага 1588 : Тэксты. Даведнік. Каментарыі» (1989)
- «Беларусь у Вялікай Айчыннай вайне. 1941—1945» (1990)
- «Беларускія пісьменнікі : Біябібліяграфічны слоўнік» : в 6 томах (1992—1995)
- «Энцыклапедыя гісторыі Беларусі» : в 6 томах (1993—2003)
- «Беларуская энцыклапедыя» : в 18 томах (1996—2004)
- «Тэатральная Беларусь» : в 2 томах (2002—2003)
- «Гарады і вёскі Беларусі» : в 10 томах (2004—2021)
- «Вялікае княства Літоўскае» : в 3 томах (2005—2010)
- «Республика Беларусь» : в 6 томах (2005—2008)
- «Спортивная энциклопедия Беларуси» (2005)
- «Туристская энциклопедия Беларуси» (2007)
- «Археалогія Беларусі» : в 2 томах (2009)
- «Культура Беларусі» : в 6 томах (2010—2016)